# Gnaphosa snohomish
Espèce
Gnaphosa snohomish est une espèce d'araignées aranéomorphes de la famille des Gnaphosidae.

## Distribution
Cette espèce se rencontre aux États-Unis dans l'Ouest de l'État de Washington et au Canada dans le Sud-Ouest de la Colombie-Britannique,,,.

## Description
Le mâle holotype mesure 6,62 mm et la femelle paratype mesure 8,14 mm.
Les mâles mesurent de 7,44 à 9,92 mm et les femelles de 7,44 à 11,78 mm.

## Étymologie
Son nom d'espèce lui a été donné en référence au lieu de sa découverte, le comté de Snohomish.

## Publication originale
- Platnick & Shadab, 1975 : A revision of the spider genus Gnaphosa (Araneae, Gnaphosidae) in America. Bulletin of the American Museum of Natural History, no 155, p. 1-66 (texte intégral).